# Dioclea scabra
Dioclea scabra là một loài thực vật có hoa trong họ Đậu. Loài này được (Rich.) R.H. Maxwell miêu tả khoa học đầu tiên năm 1990.